# Multinationalt selskab
Et multinationalt selskab er et firma, som har en omfattende økonomisk virksomhed i flere lande, i form af ejerskab til eller kontrol over produktionsselskaber (og/eller distributionsnet).

## Nogle multinationale selskaber
- Microsoft
- Bombardier
- Shell
- Colgate-Palmolive
- Nestlé
- Unilever

| Erhverv og erhvervsliv | Spire Denne artikel om erhverv, erhvervsliv og arbejdsmarked er en spire som bør udbygges. Du er velkommen til at hjælpe Wikipedia ved at udvide den. |